# 查南托山阿塔卡馬望遠鏡
查南托山阿塔卡馬望遠鏡（Cerro Chajnantor Atacama Telescope）是一台直徑25公尺（82英尺）的望遠鏡，旨在透過次毫米波相機和超導探測器陣列驅動的光譜儀揭示恆星、行星和星系的起源。該望遠鏡最初被稱為康乃爾加州理工學院阿塔卡馬望遠鏡，但由於缺乏資金，目前望遠鏡處於擱置狀態。
此次合作將建造一個直徑較小的6公尺（20英尺）次毫米/毫米望遠鏡，是未來建造25公尺望遠鏡的第一步。
2020年9月14日，望遠鏡更名為弗雷德·楊次毫米望遠鏡（FYST），以紀念康乃爾大學校友弗雷德·楊，他已為該望遠鏡捐款約20年，金額超過1600萬美元。

## 建設
2014年1月，智利政府授予CCAT財團使用Cerro Chajnantor上的土地，以建造望遠鏡和通往山頂的道路。 也是在2014年1月，智利政府為阿塔卡馬天文公園 (Atacama Astronomy Park) 舉行落成典禮，以協調 Chajnantor地區現有和即將啟用的天文台之間的活動。
6米直徑的CCAT-prime望遠鏡於2017年開始興建（簽訂興建合約），預計於2026年首度點亮。 望遠鏡組件的製造工作於2018年底開始。